# Tango Durlast

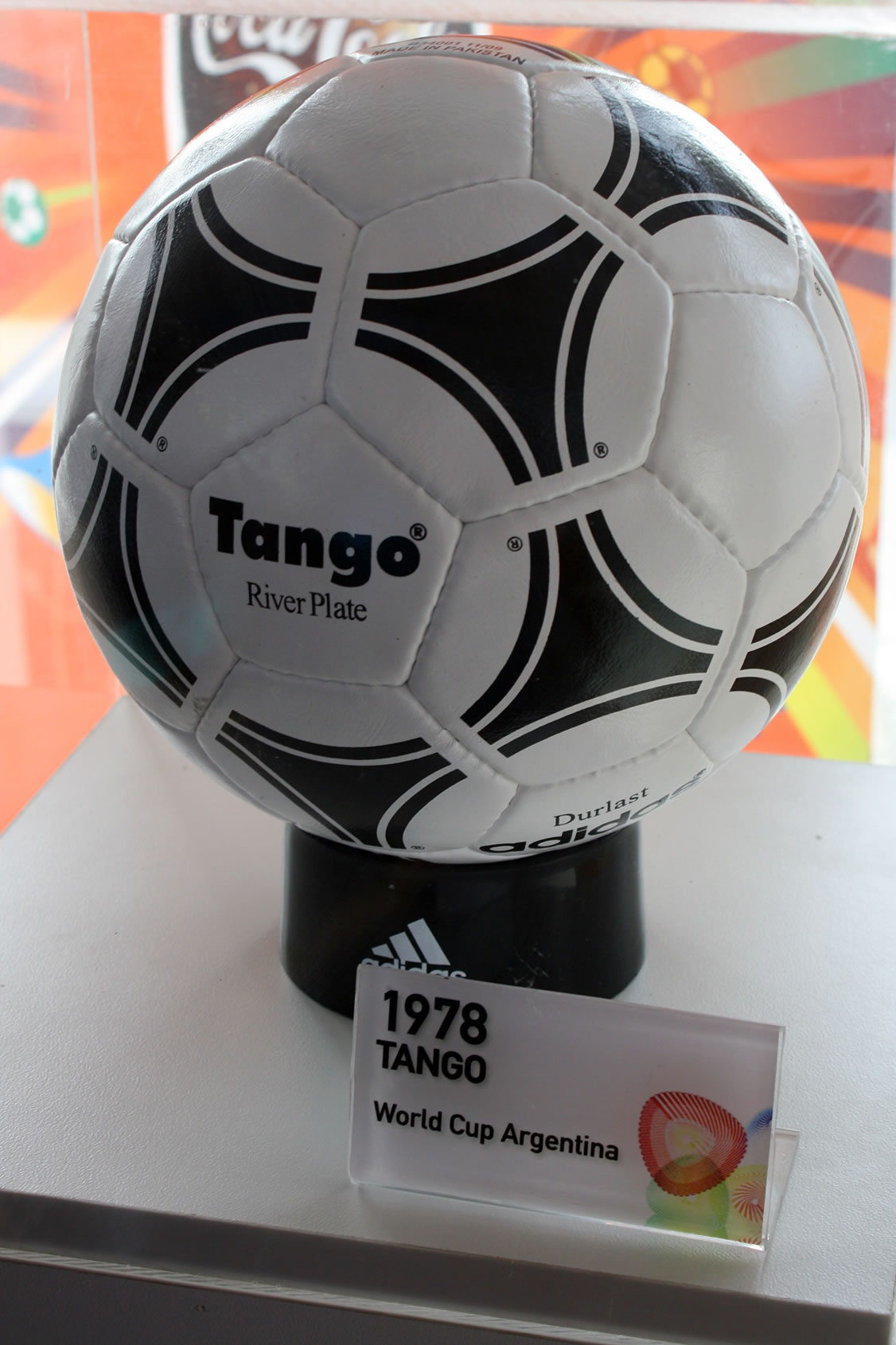
Der Adidas Tango

Tango Durlast – kurz auch Tango genannt – war der offizielle Name des Spielballs zahlreicher Fußball-Weltmeisterschaften und Fußball-Europameisterschaften.

## Eigenschaften
Mit dem Tango wurde 1978 von adidas ein neues Design vorgestellt, das in den nächsten Jahren verwendet wurde. Der Tango wurde mit einer Polyurethanschicht gegen den erwarteten Regen im Juni imprägniert und war eine Spur leichter als der Telstar Durlast. Auch er bestand aus insgesamt 20 hexagonalen sowie zwölf pentagonalen Panels, von denen die hexagonalen mit einer aufgedruckten Triade versehen wurden. Mit leichten Veränderungen im Design, kaum jedoch in seiner Beschaffenheit, stand auch er noch zahlreichen weiteren Welt- und Europameisterschaften zur Verfügung.

## Verwendung bei Turnieren
Der Ball wurde erstmals bei der Fußball-Weltmeisterschaft 1978 in Argentinien und anschließend mit leichten Veränderungen als Tango Italia bei der Fußball-Europameisterschaft 1980 in Italien verwendet. Zudem war er als Tango España bei der WM 1982 in Spanien, als Tango Mundial bei der EM 1984 in Frankreich sowie als Tango Europa bei der EM 1988 in Deutschland im Einsatz.
Bei der EM 2012 in Polen und der Ukraine kam der Tango 12 zum Einsatz, dessen Design sich am Tango-Ball der 1970er und 1980er Jahre orientierte.